# Tösse
Tösse è un'area urbana della Svezia situata nel comune di Åmål, contea di Västra Götaland.
La popolazione rilevata nel censimento 2010 era di 305 abitanti .